# Гина Кунчева
Гина Василева Караиванова-Кунчева е майката на видния български революционер Васил Левски.  

## Биография
Гина Караиванова е родена вероятно през 1811 или 1812 г. в Сопот в семейството на сопотненеца Васил Генчев Караиванов и карловката Евдокия Василева Караиванова. Според Мерсия Макдермот рождената година е 1805 г. Няма запазени писмени източници за точната дата на раждане както на нея, така и на съпруга ѝ. Приблизителната година определя племенникът ѝ Васил Караиванов в своите спомени и то спрямо приблизителната дата на раждане на съпруга ѝ. На надгробния ѝ паметник е изписана годината 1810.
След трите кърджалийски погрома над Сопот (1794, 1801, 1807), от които последният е най-опустошителен, голяма част от населението на Сопот се изселва в Карлово. Поради изградената около него защитна стена градът не е засегнат от кърджалийските набези.
Семейство Караиванови се преселва в Карлово с четирите си деца: Генчо (1795 – 1865), Гана (1797 – ?), Христо (1800 – 1874) – по-късно се замонашва и приема името Василий и Гина (1805 – 1878). В Карлово се раждат още 5 деца: Атанас (1807 – 1877), Мария (1815 – ?), Дона (1818 – ?), Пею (ок. 1823 – 1865) и Петко (1825 – 1858).
Васил Караиванов е златар по занятие и предава този занаят на сина си Атанас Караиванов.
Към 1830 г. (1827 според Васил Караиванов) Гина Караиванова се омъжва за бояджията на гайтани Иван Кунчев, преселник в Карлово от село Кочмаларе на 14-15-годишна възраст. Семейството има 5 деца: Ана (Яна) (1833 – 1913), Васил (1837 – 1873), Христо (1840 – 1870), Петър (1844 – 1881) и Мария (1847 – 1851).
Съпругът Иван Кунчев умира около 1851 г. Гина Кунчева е жена с твърд характер и дава на децата си най-доброто възпитание и образование според възможностите си. Преживява смъртта на 3 от децата си – Мария, Христо и Васил. След инцидента в Сопот на 29 юни 1869 г., където местен човек познава в палтото на Левски своето, грабва го и после намира в него бунтовнически документи, Гина е разпитвана брутално от карловския мюдюрин. По негово нареждане е пускана в кладенеца на Иван Фурнаджиев, за да каже къде се крие синът ѝ. По-късно при молбата си до Найден Геров за настаняване на служба синът ѝ Петър пише доста неясното „Майка ми като се давила... само е останала сестра ми с четири момичета“. Това става повод за по-късни спекулации, че Гина Кунчева завършва живота си със самоубийство. В последните си години се премества да живее при дъщеря си.
Дочаква Освобождението от османско владичество. Умира около 10 януари 1878 г., вероятно от проблеми със сърцето, споменавайки на смъртния си одър дъщерите на Яна, които преди 3 месеца са избягали от Карлово заради турските зверства в Търново с думите:
„Децата, децата…“
Нейният гроб е в двора на църквата „Свети Николай“ в Карлово. На надгробния паметник е отбелязана погрешна година на раждане – 1810 г. тъй като той е поставен през 30-те години на ХХ век, без да са правени проучвания за рождената година. Семейният дом в Карлово днес е музей.
Имотът на семейство Караиванови в Сопот остава в наследство на по-големия брат на Гина Караиванова – архимандрит хаджи Василий, който поради монашеския си статут остава неженен и съответно без наследници, и така имотът преминава към най-малкия от братята, Петко. След неговата смърт, жена му – известната възрожденска учителка Неделя Петкова, учителства в други селища. Имотът минава към другия брат Атанас и последователно се владее от сина му Атанас (1855 – 1912), внука Васил (1894 – 1963) и т.н. Днес е на Васил Владимиров Караиванов.

## Памет
На Гина Кунчева е наречена улица в квартал „Бъкстон“ в София (Карта).